# David Norris (Skilangläufer)
David Norris (* 12. Dezember 1990) ist ein US-amerikanischer Skilangläufer.

## Werdegang
Norris startete im Januar 2008 in Houghton erstmals bei der US Super Tour und belegte dabei den 72. Platz über 10 km Freistil. Bei den Nordischen Junioren-Skiweltmeisterschaften 2010 in Hinterzarten kam er auf den 43. Platz im Skiathlon, auf den 29. Rang über 10 km klassisch und auf den 12. Platz mit der Staffel. Im Januar 2011 erreichte er in Rumford mit dem dritten Platz über 15 km klassisch seine erste Podestplatzierung bei der US Super Tour. Bei den U23-Weltmeisterschaften 2011 in Otepää errang er den 46. Platz über 15 km Freistil und den 28. Platz im Skiathlon. In der Saison 2011/12 kam er bei der US Super Tour neunmal unter den ersten Zehn und erreichte damit den 11. Platz in der Gesamtwertung. Seine ersten Weltcuprennen lief er im Dezember 2012 in Canmore, welche er auf dem 55. Platz im Skiathlon und auf dem 48. Rang im 15-km-Massenstartrennen beendete. Bei den U23-Weltmeisterschaften 2013 in Liberec belegte er den 50. Platz über 15 km Freistil und den 36. Rang im Sprint. In der Saison 2015/16 erreichte er den zweiten Platz in der Gesamtwertung der US Super Tour. Dabei gewann er drei Rennen, darunter den American Birkebeiner über 51 km Freistil und errang einmal den dritten Platz. Im März 2017 holte er beim Weltcup-Finale in Québec, welches er auf dem 43. Platz beendete, mit dem 27. Platz bei der Abschlussetappe seine ersten Weltcuppunkte. In der Saison 2017/18 gewann er mit drei Siegen die Gesamtwertung der US Super Tour. Beim Nor-Am-Cup errang er mit zwei Podestplatzierungen den achten Gesamtplatz.
Nach Platz 52 beim Lillehammer Triple zu Beginn der Saison 2018/19, wurde Norris im Januar 2019 in Craftsbury US-amerikanischer Meister im Massenstartrennen über 30 km Freistil. Beim Saisonhöhepunkt, den Nordischen Skiweltmeisterschaften in Seefeld in Tirol, belegte er den 38. Platz im Skiathlon, den 20. Rang im 50-km-Massenstartrennen und den neunten Platz mit der Staffel. Zum Saisonende lief er beim Weltcup-Finale in Québec auf den 55. Platz und erreichte abschließend mit dem zweiten Platz im 50-km-Massenstartrennen bei den US-amerikanische Meisterschaften in Presque Isle den dritten Platz in der Gesamtwertung der US Super Tour. In der folgenden Saison belegte er den 47. Platz beim Ruka Triple, den 35. Rang bei der Tour de Ski 2019/20 und den 34. Platz bei der Skitour. Seine besten Platzierungen im folgenden Jahr bei den Nordischen Skiweltmeisterschaften in Oberstdorf waren der 16. Platz im 50-km-Massenstartrennen und der achte Rang mit der Staffel.

## Siege bei Continental-Cup-Rennen
| Nr. | Datum              | Ort         | Disziplin                    | Serie                        |
| --- | ------------------ | ----------- | ---------------------------- | ---------------------------- |
| 1.  | 30. Januar 2016    | Lake Placid | Sprint Freistil              | US Super Tour                |
| 2.  | 31. Januar 2016    | Lake Placid | 10 km klassisch              | US Super Tour                |
| 3.  | 20. Februar 2016   | Hayward     | 51 km Freistil Massenstart 1 | US Super Tour                |
| 4.  | 19. Februar 2017   | Ishpeming   | 10 km klassisch              | US Super Tour                |
| 5.  | 28. Januar 2018    | Craftsbury  | 10 km Freistil               | US Super Tour                |
| 6.  | 4. Februar 2018    | Gatineau    | 15 km klassisch Verfolgung   | Nor Am Cup und US Super Tour |
| 7.  | 2.–4. Februar 2018 | Gatineau    | Gesamtwertung Minitour       | Nor Am Cup                   |
| 8.  | 17. Februar 2018   | Ishpeming   | 20 km Freistil Mst.          | US Super Tour                |
| 9.  | 18. Februar 2018   | Ishpeming   | 10 km klassisch              | US Super Tour                |
| 10. | 6. Januar 2019     | Craftsbury  | 30 km Freistil Mst. 2        | US Super Tour                |
| 11. | 16. Januar 2022    | Sun Valley  | 15 km klassisch Massenstart  | US Super Tour                |
| 12. | 25. Februar 2023   | Hayward     | 50 km Freistil Massenstart 1 | US Super Tour                |